# Hetairos
Die Hetairoi (Sg.: Hetairos, altgriechisch ἑταῖροι ‚Gefährten‘, ‚Freunde‘, ‚Genossen‘) waren die Gefolgsleute der Monarchen im antiken Griechenland.
Belegt sind hetairoi schon in den homerischen Epen. So sind Hetairoi die Gefolgsleute der Heerführer. Die Myrmidonen werden Hetairoi des Achilleus genannt und Heerführer selbst sind Hetairoi der Atriden im Krieg, wie Idomeneus sein Verhältnis zu Agamemnon kennzeichnet. In der Odyssee werden die Gefährten des Odysseus, die auf der Heimfahrt vom Trojanischen Krieg nach Ithaka allesamt umkommen, als hetairoi bezeichnet. In diesem Sinne, als Verbundenheit zweier Menschen in einem freundschaftlichen Verhältnis, konnte der Begriff auch bei weiblichen Personen Anwendung finden. Sappho nennt Leto und Niobe Hetairai, ohne die spätere Verwendung des Begriffs Hetäre zu implizieren.
Von besonderer Bedeutung waren die hetairoi im Makedonien der klassischen Zeit. Sie wurden vom König persönlich ausgesucht und waren die Nachwuchselite, hielten sich meist in der Nähe des Königs auf und waren wichtige Berater. In Kriegszeiten waren sie die Spitze der Streitmacht und hatten zumeist hohe Positionen im Heer inne. Deshalb hat der Begriff vor allem eine militärische Bedeutung. Belegt ist eine Veränderung in der Struktur der hetairoi zwar erst für die Zeit Alexanders des Großen, möglich ist jedoch auch schon eine Änderung während der Regentschaft Alexanders I. oder Alexanders II. Nun wurden die hetairoi vor allem von der Reiterei (Hetairenreiterei) oder zuerst nur von deren adeligem Kern repräsentiert. Nach mehreren Heeresreformen bestand die Reiterei während Alexanders Feldzügen aus mehreren hundert hetairoi. Als besonders vornehm galt die íle basilike, etwa 300 Reiter, die vom König persönlich angeführt wurden.
Auch während der Zeit der Diadochen wurde die Struktur und der Name der hetairoi zunächst beibehalten.